# Wolfgang Reichmann

Wolfgang Reichmann als Professor Schlatter, Chirurg, und Friedrich Dürrenmatt, Uraufführung Der Meteor, Schauspielhaus Zürich, Foto: Comet Photo, Bildarchiv der ETH Zürich, zwischen 1966 und 1967

Wolfgang Reichmann (* 7. Januar 1932 in Beuthen, Oberschlesien; † 7. Mai 1991 in Waltalingen) war ein deutscher Schauspieler.

## Leben

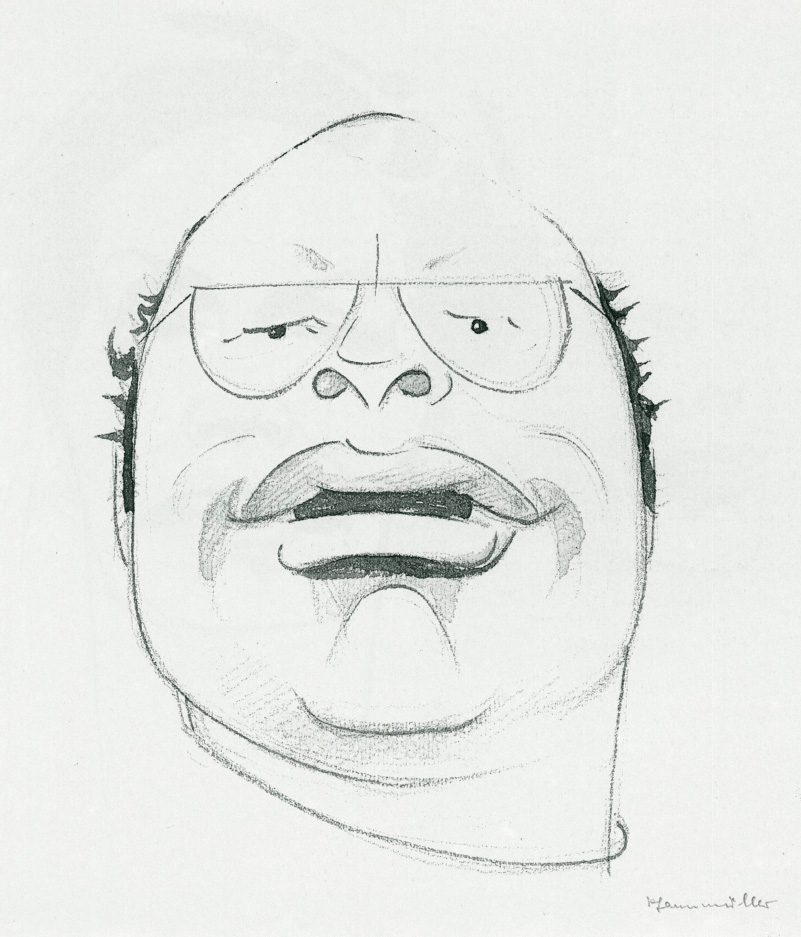
Wolfgang Reichmann in einer Karikatur von Hans Pfannmüller, 1975

Reichmann studierte in den 1950er Jahren in Frankfurt am Main zwei Semester Germanistik und Theaterwissenschaften sowie vier Semester an der Musikakademie (unter anderem Operngesang). Als Schauspieler begann er ebenfalls am Frankfurter Theater. Sein Weg als Theaterschauspieler führte ihn bis 1963 außerdem an Theater in Gießen, Düsseldorf und München. Ab 1963 war er bis zu seinem Tode Ensemblemitglied am Zürcher Schauspielhaus. Reichmann war ein vielseitiger Charakterdarsteller, der neben den großen Rollen des klassischen Repertoires (Titelrolle im Faust, Götz von Berlichingen (1985, Burgfestspielen Jagsthausen), Danton in Dantons Tod und diversen Shakespeare-Rollen) auch die modernen Rollen beherrschte (Friedrich Dürrenmatt, Edward Bond) In seinen letzten Lebensjahren wandte sich Reichmann verstärkt dem Musical zu und spielte u. a. im Berliner Theater des Westens mit Helen Schneider, Hildegard Knef und Utz Richter in Cabaret sowie in Berlin die Hauptrolle in Anatevka.
Sein Filmdebüt gab er 1954. Reichmann war nur selten in Kinorollen zu sehen, häufiger dagegen in Fernsehproduktionen.
1986 übernahm er in der Hörspielproduktion Der Name der Rose nach Umberto Ecos gleichnamigem Roman unter der Regie von Otto Düben die Rolle des vielsprachigen Salvatore.
1991 spielte er die Rolle des Herrn Lüttich in der ARD-Fernsehserie Haus am See. Nach nur sechs Drehtagen starb Reichmann im Mai 1991 überraschend an den Folgen eines Herzinfarktes. Die Rolle wurde nicht wieder besetzt, sondern umgeschrieben.
In der Frankfurter Allgemeinen Zeitung stand nach seinem plötzlichen Tod über Wolfgang Reichmann: „Reichmann, eine imposante Figur mit markantem, fast kahlem Schädel und meist mit Vollbart, war einer der vielseitigsten deutschsprachigen Schauspieler.“

## Filmografie (Auswahl)
- 1960: Kirmes
- 1960: Mein Schulfreund
- 1960: Division Brandenburg
- 1961: Zu jung für die Liebe?
- 1961: Unter Ausschluß der Öffentlichkeit
- 1961: Es muß nicht immer Kaviar sein
- 1961: Mörderspiel
- 1961: Zu viele Köche (TV-Mehrteiler)
- 1961: Diesmal muß es Kaviar sein
- 1962: Der Prozeß (Le procès)
- 1962: Wer einmal aus dem Blechnapf frißt
- 1962: Seelenwanderung
- 1963: Den Tod in der Hand (TV) – Regie: Fritz Umgelter
- 1963: Dantons Tod (Fernsehfilm)
- 1963: Der Hexer – Regie: Rainer Erler
- 1966: Die Nonne – Regie: Jacques Rivette
- 1966: Der schwarze Freitag
- 1967: Nathan der Weise
- 1968: Von Mäusen und Menschen – Regie: Rolf Hädrich
- 1968: Lebenszeichen
- 1969: Asche des Sieges
- 1971: Tatort: Exklusiv!
- 1972: Und der Regen verwischt jede Spur
- 1976: Derrick: Das Bordfest – Regie: Alfred Weidenmann
- 1977: Der Alte: (Folge 1: Die Dienstreise) – Regie: Johannes Schaaf
- 1978: Taugenichts
- 1979: Woyzeck
- 1980: Die Mars-Chroniken
- 1980: Ein Guru kommt
- 1982: Derrick (Episode: Hausmusik) – Regie: Alfred Weidenmann
- 1984: Ein Fall für zwei (Folge: Immer Ärger mit Ado) – Regie: Ilse Hofmann
- 1985: Marie Ward – Zwischen Galgen und Glorie
- 1985: Beethoven – Die ganze Wahrheit – Regie: Paul Morrissey
- 1986: Der zweite Sieg – Regie: Gerald Thomas
- 1986: Mord am Pool
- 1990: Stille Tage in Clichy
- 1991: Tatort: Kinderlieb

## Auszeichnungen
Wolfgang Reichmann wurde 1969 von der Fernsehzeitschrift Hörzu für seine Darstellungen in den Fernsehverfilmungen des John Steinbeck Romans Von Mäusen und Menschen und Othello mit der Goldenen Kamera ausgezeichnet. In Von Mäusen und Menschen spielte er die Rolle des Lennie und in Othello spielte er unter der Regie von Franz Peter Wirth die Titelrolle. Neben ihm waren Heidelinde Weis als Desdemona und Stefan Wigger als Jago in dieser Verfilmung zu sehen. 1985 wurde Wolfgang Reichmann der Große Hersfeld-Preis verliehen. Dieser Preis wird im Rahmen der Bad Hersfelder Festspiele für herausragende schauspielerische Leistung verliehen. Wolfgang Reichmann erhielt den Preis für seine Darstellung des Milchmanns Tevje im Musical Anatevka.